# Пушкинское сельское муниципальное образование
Пу́шкинское се́льское муниципа́льное образова́ние — сельское поселение в Городовиковском районе Калмыкии. Административный центр — село Чапаевское.

## История
Образовано в границах Пушкинского сельсовета (до 1949 года - 1-й Ики-Тугтуновский сельсовет) Городовиковского района Республики Калмыкия. Наделено статусом муниципального образования в 1996 году. 

## География
Расположено в западной части Городовиковского района Калмыкии. Граничит на востоке — с Городовиковским городским муниципальным образованием, на юге — с Лазаревским сельским муниципальным образованием, на севере и западе — с Ростовской областью. По территории СМО протекает река Башанта, западная граница СМО проходит по реке Егорлык.

## Население
| 2002 | 2010 | 2011 | 2012 | 2013 | 2014 | 2015 |
| ---- | ---- | ---- | ---- | ---- | ---- | ---- |
| 946  | ↘844 | ↘841 | ↘838 | ↘827 | ↘809 | ↘789 |
| 2016 | 2017 | 2018 | 2019 | 2020 | 2021 |      |
| ↘770 | ↘751 | ↘737 | ↘709 | ↘696 | ↘651 |      |

### Национальный состав
По данным Всероссийской переписи населения 2010 года:
| Национальность | Численность (чел.) | Процентное соотношение |
| -------------- | ------------------ | ---------------------- |
| Русские        | 636                | 75,36%                 |
| Калмыки        | 62                 | 7,34%                  |
| Немцы          | 34                 | 4,03%                  |
| Украинцы       | 27                 | 3,19%                  |
| Чеченцы        | 27                 | 3,19%                  |
| Белорусы       | 18                 | 2,13%                  |
| Другие         | 40                 | 4,74%                  |
| Всего          | 844                | 100,00%                |

## Состав сельского поселения
| № | Населённый пункт | Тип населённого пункта       | Население |
| - | ---------------- | ---------------------------- | --------- |
| 1 | Пушкинское       | село                         | ↗131      |
| 2 | Чапаевское       | село, административный центр | ↘696      |

## Местное самоуправление
Согласно ст. 17 устава Пушкинского СМО структуру органов местного самоуправления муниципального образования составляют представительный орган муниципального образования — Собрание депутатов Пушкинского сельского муниципального образования Республики Калмыкия, глава муниципального образования (высшее должностное лицо муниципального образования) — глава Пушкинского сельского муниципального образования Республики Калмыкия (ахлачи) и исполнительно-распорядительный орган муниципального образования — администрация Пушкинского сельского муниципального образования Республики Калмыкия.